# 人類 (龍與地下城)
人類是奇幻角色扮演遊戲《龍與地下城》中，玩家可扮演的一種種族。和其他種族相較之下，雖然人類的壽命較短。但也是所有龍與地下城的種族中，人口數量最多的。他們的多樣性及雄心壯志使其頗有名聲，雖然他們缺少其他種族的專精，但在許多領域仍能表現突出。人類的亞種包括神魔裔、神人，元素後裔與魔人，就和Vashar這個與卓尔精灵同意義的人類一樣。

## 出版歷史
人類最初以玩家扮演種族登場，是源自於1974年的Dungeons & Dragons boxed set。

## 優勢與處罰
在第三版的D&D，人類從事的任何職業皆是適合職業，而且能得到額外的專長與技能點數。
雖然對一個角色通常沒有直接影響，這廣泛地表現出人類是最有可能與其他種族雜交的。大部分的「半」種族（半獸人、半精靈 、半巨魔，甚至是半巨人），這裡的「半」幾乎都指另一半是人類。因此，當玩家希望他們的角色能夠生育後代時，這點應該被視為一種「優勢」。

## 戰役設定

### 龍槍
在龍槍的戰役設定中，人類是克萊恩上最常見的文明物種。他們是被一位中立的神祇吉力安所創造出來的。祂給了他們短暫的壽命以保持中立。不像精靈或 巨魔，在短暫的人生中，他們可能是各式各樣的陣營。大多數國家是由人類所組成，少部分例外主要是奎靈那斯提、 西瓦那斯提以及米沙斯（Mithas）。

## 外部連結
- 奇幻種族概論幻想世界七大種族面面觀 （页面存档备份，存于）（中文）